# ستيفن تانر
ستيفن تانر (بالإنجليزية: Stephen Tanner)‏ هو مؤرخ أمريكي، ولد في 31 أكتوبر 1954.

## من مؤلفاته
- أفغانستان التاريخ العسكري منذ عصر الإسكندر الأكبر حتى سقوط طالبان (كتاب).